# Белвуд (Північна Кароліна)
Белвуд (англ. Belwood) — місто (англ. town) в США, в окрузі Клівленд штату Північна Кароліна. Населення — 857 осіб (2020).

## Географія
Белвуд розташований за координатами 35°29′4″ пн. ш. 81°31′39″ зх. д. / 35.48444° пн. ш. 81.52750° зх. д. (35.484345, -81.527441).  За даними Бюро перепису населення США в 2010 році місто мало площу 31,87 км², з яких 31,86 км² — суходіл та 0,02 км² — водойми.

## Демографія
Згідно з переписом 2010 року, у місті мешкало 950 осіб у 379 домогосподарствах у складі 261 родини. Густота населення становила 30 осіб/км².  Було 423 помешкання (13/км²).
Расовий склад населення:
| - 94,3 % — білих - 2,4 % — чорних або афроамериканців - 0,9 % — корінних американців - 0,3 % — азіатів |

До двох чи більше рас належало 1,1 %. Частка іспаномовних становила 4,1 % від усіх жителів.
За віковим діапазоном населення розподілялося таким чином: 23,5 % — особи молодші 18 років, 60,4 % — особи у віці 18—64 років, 16,1 % — особи у віці 65 років та старші. Медіана віку мешканця становила 41,3 року. На 100 осіб жіночої статі у місті припадало 100,0 чоловіків;  на 100 жінок у віці від 18 років та старших — 97,0 чоловіків також старших 18 років.
Середній дохід на одне домашнє господарство  становив 49 734 долари США (медіана — 35 714), а середній дохід на одну сім'ю — 55 366 доларів (медіана — 42 375). За межею бідності перебувало 15,9 % осіб, у тому числі 15,2 % дітей у віці до 18 років та 13,2 % осіб у віці 65 років та старших.
Цивільне працевлаштоване населення становило 370 осіб. Основні галузі зайнятості: виробництво — 19,7 %, освіта, охорона здоров'я та соціальна допомога — 13,2 %, роздрібна торгівля — 12,2 %, публічна адміністрація — 11,4 %.